# Vandasina retusa
Genre
Espèce
Vandasina retusa est une espèce de plantes à fleurs dicotylédones de la famille des Fabaceae, sous-famille des Faboideae, originaire d'Australie et de Nouvelle-Guinée.  C'est l'unique espèce acceptée du genre Vandasina (genre monotypique).

## Synonymes
Selon Catalogue of Life (29 septembre 2018) :
- Derris emarginata Valeton
- Hardenbergia retusa Benth.
- Kennedia retusa F.Muell.
- Kennedya retusa (Benth.)F.Muell.
- Vandasia retusa (Benth.)Domin